# Gamelion
Gamelion (altgriechisch Γαμηλιών) war ein Monat des attischen Kalenders.
Er war siebter Monat des Jahres nach dem Poseideon und vor dem Anthesterion, im julianischen Kalender entspricht ihm ungefähr der Monat Januar. Der Name wird auf ein in diesem Monat verrichtetes Opferfest für die Göttin der Ehe Hera Gamelia zurückgeführt, wenngleich weder das Epitheton Gamelia noch ein Fest dieses Namens, nach dem dieser Monat benannt sein müsste, bezeugt sind.
Für das in den attischen Phratrien im Pyanopsion gefeierte Fest Apaturia ist der Begriff Gamelia lediglich als Opfer von frisch Verheirateten bekannt, die ihre Gattinnen in ihre Phratrie einführen. Bezeugt ist allerdings ein am Ende des Gamelion gefeierter Hieros Gamos von Hera und Zeus, der wahrscheinlich mit dem Fest Gamelia zu identifizieren ist.
Dass der Monat der Göttin Hera heilig war, berichtet noch Hesychios von Alexandria. Dass in ihm die meisten Ehen geschlossen wurden, erwähnt bereits Aristoteles.